# Société nationale des beaux-arts
Pour les articles homonymes, voir Beaux-arts.
La Société nationale des Beaux Arts (SNBA), surnommée à ses débuts « La Nationale », est une appellation qui désigne deux organisations d'artistes français : la première organisa quelques expositions sous le Second Empire, tandis que la seconde, qui lui succéda en 1890, organisa un véritable salon annuel qui dure depuis. Son appellation actuelle est le Salon des Beaux-arts.

## Histoire

### XIXesiècle

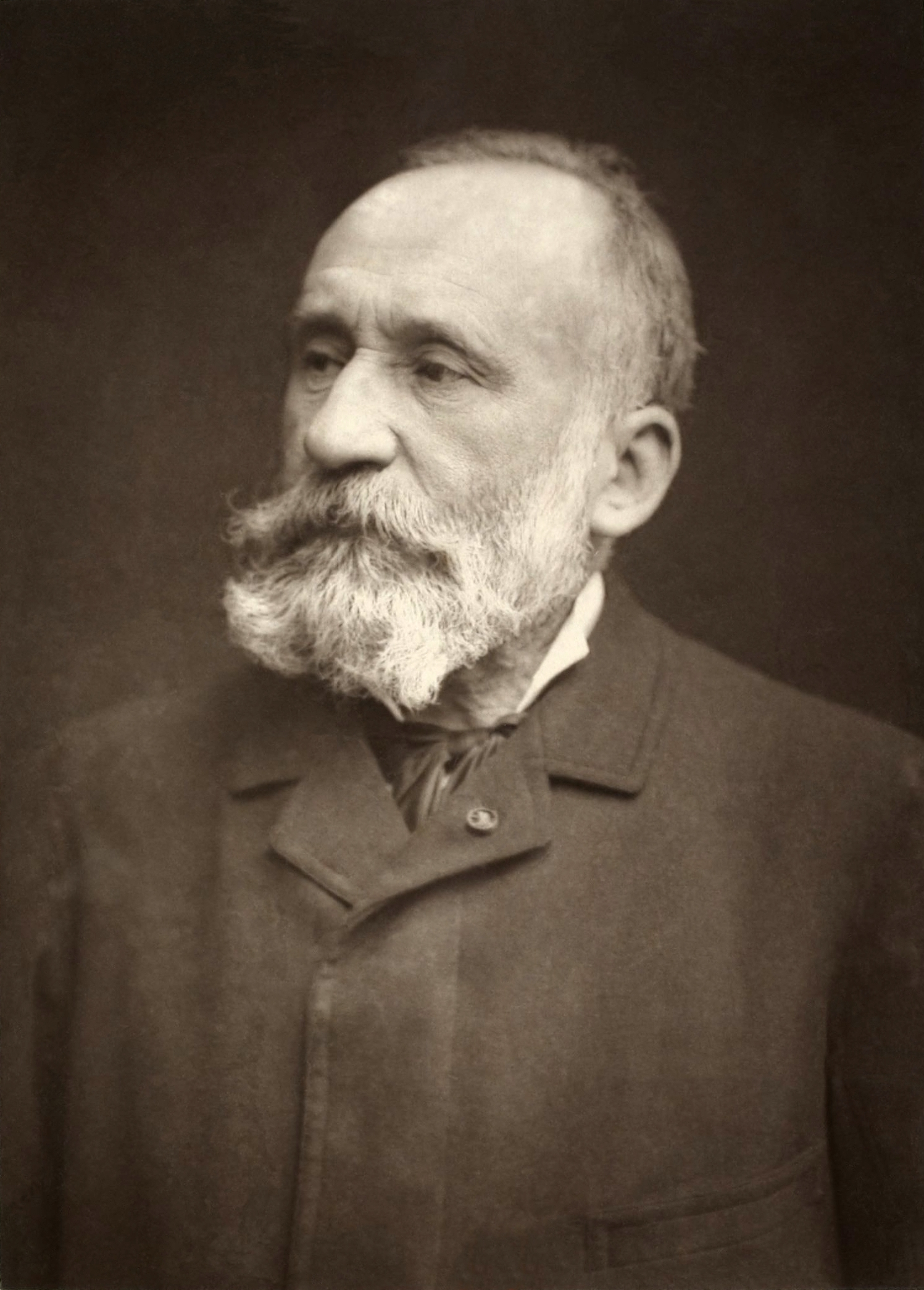
Pierre Puvis de Chavannes photographié par Anatole Louis Godet en 1882.

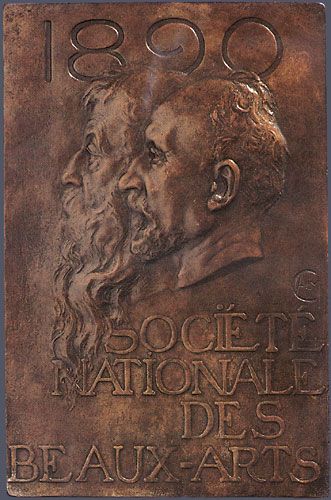
Alexandre Charpentier, Société nationale des beaux-arts (1890), médaille commémorative avec un double portrait de Pierre Puvis de Chavannes et d'Ernest Meissonier.

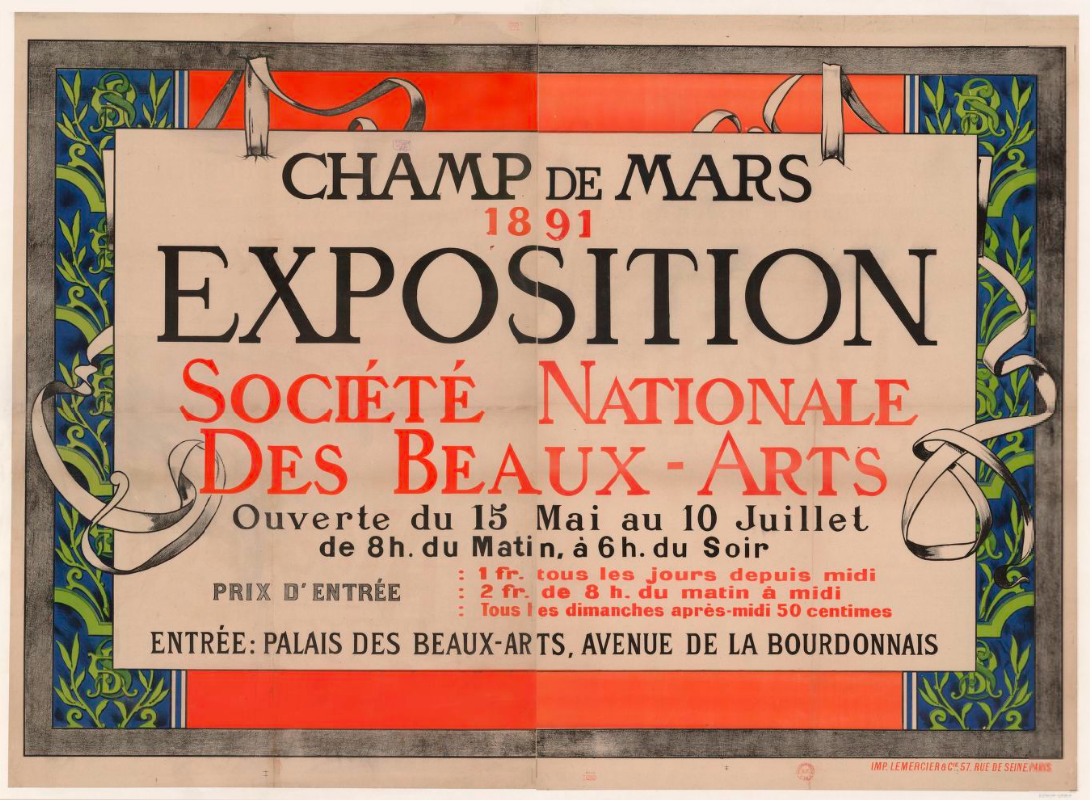
Affiche du Salon de 1891 au Champ-de-Mars à Paris.

Fondée en 1862 à Paris par Louis Martinet et Théophile Gautier, la Société nationale des beaux-arts a pour vocation, en rupture avec le Salon officiel, de rendre l’art moins dépendant des commandes publiques et d'apprendre aux artistes à faire eux-mêmes leurs affaires. Elle est d'abord présidée par l'écrivain et critique d'art Théophile Gautier, avec le peintre Aimé Millet comme vice-président. Le comité est composé des artistes Eugène Delacroix, Albert-Ernest Carrier-Belleuse, Gustave Courbet (1863), Pierre Puvis de Chavannes. Parmi les exposants, figurent Léon Bonnat, Jean-Baptiste Carpeaux, Charles-François Daubigny, Gustave Doré, Antony Damien Édouard Manet. En 1864, juste après la mort de Delacroix, la société organise une exposition rétrospective de 248 de ses tableaux et lithographies, puis cesse ses expositions. Les expositions eurent lieu en général dans la galerie de Louis Martinet située sur le boulevard des Italiens.
En 1890, sous la présidence de Meissonier, avec un comité composé notamment de Pierre Puvis de Chavannes, Carolus-Duran, Félix Bracquemond, Jules Dalou, Louise Catherine Breslau, Madeleine Lemaire et Auguste Rodin, une nouvelle société recommence à organiser des expositions annuelles au Salon du Champ-de-Mars. Cette année-là, en effet, de jeunes peintres comme Lucien Simon, conduits par des maîtres tels que Rodin et Puvis de Chavannes lassés de l'autoritarisme académique que le Salon des artistes français exerçait depuis dix ans, créent un nouveau Salon et rejoignent la Société nationale des beaux-arts, plus ouverte aux idées nouvelles et qui obtient rapidement la faveur de nombreux critiques d'arts et d'amateurs éclairés.
Cette première édition du Salon de la Nationale en 1890 réunit notamment Louise Abbema, Antoine Bourdelle, Guirand de Scévola, Henri Fantin-Latour, Consuelo Fould, Jean-Jacques Henner, Henri Le Sidaner, Aristide Maillol, Félix Vallotton, et bien d'autres peintres, dessinateurs et sculpteurs.
Le Salon accueille des artistes femmes dès 1890 ; Louise Abbéma, Georges Achille-Fould, Clémence Roth, Louise Desbordes, Jenny Zillhardt. Camille Claudel et Suzanne Valadon y exposent en 1894.

### XXesiècle
En 1908, le siège de la société s'installe au 51, rue Saint-Georges dans le 9e arrondissement de Paris. Après la Première Guerre mondiale, en 1925, la SNBA créé le prix Puvis de Chavannes en l'honneur de son fondateur pour récompenser la jeune création. Ce prix sera « attribué à la meilleure œuvre du Salon […] et est destiné dans notre pensée à encourager les jeunes qui voudront prendre place parmi nous ».
Au XXe siècle, l'exposition se tient au Grand Palais, musée d'Art moderne de la ville de Paris ou au Carrousel du Louvre.
En 1922, une exposition d'art japonais est organisée au Salon de la Société nationale des Beaux Arts au Grand Palais. Y sont présentés plus de 500 objets et oeuvres d'art, anciens et modernes.
Parmi quelques lauréats les plus connus se trouvent Jean Gabriel Domergue (1944), Tristan Klingsor (1952), Albert Decaris (1957), Jean Picard Le Doux (1958), Maurice Boitel (1963), Daniel du Janerand (1970), Jean-Pierre Alaux (1971), Jean Navarre (1973), Rodolphe Caillaux (1983), André Hambourg (1987), Gaston Sébire (1991), Paul Collomb (2006).
Au cours des dernières décennies du XXe siècle, prenant la suite du peintre Kamesuke Hiraga et du trésor vivant Takanori Oguiss, et pendant la présidence de François Baboulet, quelques artistes japonais exposent à la SNBA : Takaaki Matsuda, Katsufumi Toyota, Kazuko Kobayashi, Hideo Hando, Yoko Tsuishiand Noboru Sotoyama.

### XXIe siècle
Le Salon des Beaux-arts se tient désormais au Carrousel du Louvre, à l'Orangerie du jardin du Luxembourg ou au Réfectoire des Cordeliers.
En 2007, le comité de la Société nationale des Beaux Arts crée un titre de membre d'honneur.
En 2025, la Société nationale des Beaux-arts change de statut et devient une Fondation. Elle est ainsi le premier des salons hérités du XIXe siècle à changer de statut juridique.

## Prix

### PrixPuvis de Chavannes
Grand prix de la Société, il est remis à un artiste pour l'ensemble de son oeuvre, et donne lieu à une rétrospective du lauréat lors du salon de l'année suivante.
- 1927: Elisabeth Chaplin
- 1950: Clémentine Ballot

### Prix Gillot-Dard
- 1931 : Adolphe Gumery
- 1939 : Henry Déziré, Lucien Fontanarosa
- 1943 : Willem van Hasselt
- 1946 : Paul Charlemagne
- 1950 : Georges Gobo
- 1975 : Jacques Léonard
- 1977 : Danièle Fuchs

### Prix Cottet
Initialement remis par le Comité de la Société des peintres orientalistes au début des années 1930, dans le cadre d'une résidence à la villa Abd-el-Tif  en Algérie, il devient dans les années 1940 le second prix de peinture de la Société nationale des Beaux-Arts. Le montant du prix est de 9000 francs dans les années 1930 et 1940.
- 1931 : Eugène Cadel
- 1933 : René Olivier
- 1934 : Charles Dagnac-Rivière, Gabrielle Rieuner-Rouzaud
- 1935 : Eugène Corneau
- 1936 : Lucien Madrassi
- 1937 : Jean Eugène Bersier
- 1938 : Lucien Fontanarosa
- 1943 : Belle
- 1944 : Clémentine Ballot
- 1946 : Pierre Prunier

## Liste des Salons

### 1890
Le Salon se tient au Palais du Champ de Mars du 15 au 30 mai. On y trouve des artistes comme : Louis Anquetin, Émile Bastien-Lepage, Giovanni Boldini, Eugène Boudin, Carolus-Duran, Pierre Carrier-Belleuse, Jules Dalou, Étienne Dinet, Albert Edelfelt, Jeanne Gonzalès (la sœur et élève d'Eva Gonzalès), Étienne Moreau-Nélaton, Pierre Puvis de Chavannes, Auguste Rodin, John Singer Sargent, et Alfred Sisley.
Catalogue : https://archive.org/details/catalogueillust1890soci/mode/2up et https://archive.org/details/parissalon1890pt1enau et en anglais : https://archive.org/details/salonofprou1890prou/page/n7/mode/2up

### 1891
Le Salon a débuté le 15 mai au Palais du Champ de Mars. Dans les artistes présentés, on peut trouver : Louis Anquetin, Edith Ella Baldwin, Émile Bastien-Lepage, Giovanni Boldini, Eugène Boudin, Antoine Bourdelle, Edward Burne-Jones, Carolus-Duran, Pierre Carrier-Belleuse, Jules Dalou, Étienne Dinet, Albert Edelfelt, Émile Gallé, Paul Gauguin, Jeanne Guérard Gonzalès (la sœur et élève d'Eva Gonzalès), Étienne Moreau-Nélaton, Victor Prouvé, Pierre Puvis de Chavannes, Auguste Rodin, John Singer Sargent, Alfred Sisley, et James Abott MacNeill Whistler.
Catalogue : https://archive.org/details/catalogueillust1891soci et https://archive.org/details/parissalon1891pt1enau et https://archive.org/details/salondemont1891mont/page/n11/mode/2up

### 1892
Il se tient au Palais du Champs de mars. 
Catalogue : https://archive.org/details/catalogueillust1892soci et https://archive.org/details/parissalon1892pt2enau/page/n3/mode/2up et https://archive.org/details/salondemont1892mont/page/n3/mode/2up et https://archive.org/details/salonofprou1892prou/page/n3/mode/2up

### 1893
Il se tient au Palais du Champs de mars.
Catalogue : https://archive.org/details/parissalon1893pt2enau/page/n3/mode/2up et https://archive.org/details/salonofprou1893prou/page/n3/mode/2up

### 1894
Il se tient au Palais du Champs de mars. C'est à ce Salon que sera exposée, pour la première fois de manière officielle, Suzanne Valadon, aux côtés de Camille Claudel. On y trouve aussi Eugène Boudin, Carolus-Duran, Jeanne Guérard-Gonzalès, Etienne Moreau-Nélaton, Puvis de Chavannes, John Singer Sargent, Alfred Sisley, Carrier Belleuse, Albert Bartholomé, Antoine Bourdelle...
Catalogue : https://archive.org/details/catalogueillust1894soci et https://archive.org/details/salondemont1894mont/page/n3/mode/2up et https://archive.org/details/salonofprou1894prou/page/n7/mode/2up

### 1895
Il se tient au Palais du Champs de mars.
Catalogue : https://archive.org/details/catalogueillust1895soci et https://archive.org/details/salondemont1895mont/page/n3/mode/2up et en anglais https://archive.org/details/salonofprou1895prou/page/n3/mode/2up

### 1896
Le Salon s'est tenu au Palais du Champs de Mars. Parmi les artistes exposés, on peut voir Giovanni Boldini, Antoine Bourdelle, Edward Burne-Jones, Carolus-Duran, Étienne Dinet, Albert Edelfelt, Jules Flandrin, Jeanne Gonzalès (la sœur et élève d'Eva Gonzalès), Aristide Maillol, Étienne Moreau-Nélaton, Pierre Puvis de Chavannes, Auguste Rodin, et John Singer Sargent.
Catalogue : https://archive.org/details/catalogueillust1896soci/page/n9/mode/2up et https://archive.org/details/salonofprou1896prou/page/n3/mode/2up

### 1897
Le Salon a eu lieu au Palais du Champs de mars. Dans les artistes exposés, on trouve Eugène Boudin, Giovanni Boldini, Carolus-Duran, Camille Claudel, Étienne Dinet, Albert Edelfelt, Jules Flandrin, Armand Guillaumin, Aristide Maillol, Étienne Moreau-Nélaton, Auguste Rodin, et James Tissot.
Catalogue : https://archive.org/details/catalogueillust1897soci/page/n22/mode/1up
Catalogue en anglais : https://archive.org/details/salonofprou1897prou/page/n3/mode/2up et https://archive.org/details/salondeburt1897burt/page/n3/mode/2up

### 1898
Catalogue : https://archive.org/details/salonofprou1898prou/page/n7/mode/2up et https://archive.org/details/salondeburt1898burt/page/n3/mode/2up

### 1899
Catalogue : https://archive.org/details/catalogueillust1899soci/page/n7/mode/2up et https://archive.org/details/salonofprou1899prou/page/n3/mode/2up

### 1900
Catalogue en anglais : https://archive.org/details/salonofprou1900prou/page/n3/mode/2up

### 1901
Catalogue : https://archive.org/details/catalogueillust1901soci

### 1902
Catalogue : https://archive.org/details/catalogueillust1902soci

### 1903
Le salon a lieu au Grand Palais.
Parmi les artistes exposés cette année-là, on peut trouver Émile Bernard, Carolus-Duran, Étienne Dinet, Jules Flandrin, Aristide Maillol, Étienne Moreau-Nélaton, John Singer Sargent, ou encore Félix Valloton.
Catalogue : https://archive.org/details/catalogueillust1903soci/page/n7/mode/2up.

### 1904
Catalogue : https://archive.org/details/catalogueillust1904soci/page/n7/mode/2up

### 1905
Le Salon est alors au Grand Palais.
Parmi les artistes exposés, on trouve Étienne Dinet, Jules Flandrin, Étienne Moreau-Nélaton, Giovanni Boldini, Antoine Bourdelle, Winslow Homer, Étienne Moreau-Nélaton, Auguste Rodin.
Catalogue : https://archive.org/details/catalogueillust1905soci/page/n7/mode/2up

### 1906
Catalogue : https://archive.org/details/catalogueillust1906soci

### 1907
Catalogue : https://archive.org/details/catalogueillust1907soci et celui des œuvres de Félix Bracquemond : https://archive.org/details/oeuvresdebracqu00artsgoog/page/n8/mode/2up

### 1908
Catalogue : https://archive.org/details/catalogueillust1908soci et en anglais https://archive.org/details/salonofprou1908prou/page/n5/mode/2up

### 1914
Le salon des artiste français, catalogue https://gallica.bnf.fr/ark:/12148/bpt6k98143113/f5.item